# Sveti Matej
Sveti Matej är en ort i Kroatien.   Den ligger i länet Krapina-Zagorjes län, i den norra delen av landet, 18 km norr om huvudstaden Zagreb. Sveti Matej ligger 260 meter över havet och antalet invånare är 574.
Terrängen runt Sveti Matej är kuperad åt sydost, men åt nordväst är den platt. Runt Sveti Matej är det ganska glesbefolkat, med 24 invånare per kvadratkilometer. Närmaste större samhälle är Zagreb - Centar, 18,4 km söder om Sveti Matej. I omgivningarna runt Sveti Matej växer i huvudsak lövfällande lövskog.